# Риманова геометрия
Римановата геометрия, още наричана геометрия на Риман, е една от неевклидовите геометрии, предложена от немския математик Бернхард Риман. Представлява многомерно обобщение на вътрешната геометрия на двумерна повърхнина в тримерното евклидово пространство.
В основата на римановата геометрия стоят три идеи:
1. Идеята, че изобщо е възможна геометрия, различна от евклидовата — тази идея е лансирана от Лобачевски и Бояй (1825-1826 г.)
2. Представата за вътрешна геометрия на повърхнина, предложена от Гаус, който разработва и аналитичния ѝ апарат.
3. Идеята за многомерно пространство, предложена през първата половина на 19 век от Грасман и разработена от други геометри.

В своята лекция „За хипотезите, лежащи в основата на геометрията“ (от 1854 г., публикувана през 1867 г.) Риман съчетава тези три идеи, като дава нова дефиниция на понятието за математическо пространство като непрекъснато множество от произволен род еднотипни обекти, служещи за „точки“ (т.е. нуламерни обекти) в това пространство, внасяйки и идеята за измерване на дължини „с малки стъпки“.
Лекцията на Риман привлича вниманието на много математици, които допринасят към изграждането на аналитичния апарат и теоремите, валидни в римановата геометрия. Тя на свой ред се оказва предпоставка за нови научни открития. В края на 19 век Ричи-Курбастро и Леви-Чивита формулират на тази основа своето тензорно смятане. Решаващо значение обаче има приложението на римановата геометрия в общата теория на относителността на Айнщайн.
Иначе казано, римановата геометрия е раздел на диференциалната геометрия, в който главен обект на изследване са римановите пространства, или пространства с риманова метрика. Към строгото определение на риманово пространство може да се подходи със следния пример:
- Положението на точка в n-мерно многообразие се определя чрез координатите {\displaystyle x^{1},...,x^{n}}. В евклидовото n-мерно пространство разстоянието между всеки две точки {\displaystyle X_{1},X_{2}} се пресмята по формулата {\displaystyle s(X_{1},X_{2})={\sqrt {\sum _{i}(\Delta x^{i})^{2}}}}, където {\displaystyle \Delta x^{i}} е разликата между съответните координати на {\displaystyle X_{1},X_{2}} при {\displaystyle i=1,...,n}.
- Пренасяйки се в римановото пространство, в околност на всяка точка А могат да се въведат координати {\displaystyle x^{1},...,x^{n}}, такива че разстоянието между точките {\displaystyle X_{1},X_{2}} в околност на А да се изразява по формулата {\displaystyle s(X_{1},X_{2})={\sqrt {\sum _{i}(\Delta x^{i})^{2}+\varepsilon }}}, където при {\displaystyle X_{1},X_{2}}, приближаващи се към А, е изпълнено условието {\displaystyle {\frac {\varepsilon }{s(X_{1},X_{2})}}\to 0}. Оттук следва, че в произволни координати разстоянието между близки точки {\displaystyle (x^{i})} и {\displaystyle (x^{i}+dx^{i})}, или другояче казано, диференциалът на дължината на дъгата от кривата се задава посредством израза {\displaystyle ds={\sqrt {\sum _{i,j}g_{ij}dx^{i}dy^{i}}}}, където коефициентът {\displaystyle g_{ij}=g_{ij}(x^{1},...x^{n})} е ненулева функция на координатите. Диференциалът на дължината на дъгата от кривата {\displaystyle ds} се нарича линеен елемент на римановото пространство.[2]

В оригиналния си вид римановата геометрия изисква линейният елемент {\displaystyle ds^{2}} да е винаги положителен, което изискване отпада с прилагането ѝ към теорията на относителността.
Нагледен начин да се построи моделът на римановото пространство е по пътя на отъждествяването. За целта възприемаме всяка двойка от диаметрално противоположни точки върху сфера от евклидовото пространство като една точка в римановото. Следователно на окръжността върху сфера от евклидовото пространство отговаря права в римановото. Индуктивно приложен към n-мерен обект от n+1-мерно евклидово пространство, този метод дава обект от n-мерно риманово пространство.
Специално за частния случай на n-мерни риманови многообразия при n = 2 геометрията на Риман е известна и с наименованието елиптична геометрия. Тя се различава от евклидовата по Петия постулат на Евклид, който в случая е заменен от постулата, че през точка, нележаща на дадена права, не може да се построи права, успоредна на дадената. Невалиден е и Вторият постулат на Евклид, който гласи, че всяка права може да бъде безкрайно разтегляна в двете посоки.

## Понятие
В римановата геометрия римановата повърхнина (M, g) е реална диференцируема повърхнина М, в която допирателната повърхнина към всяка точка от повърхнината се променя плавно при преминаване от точка в точка.
Това позволява да се дефинират и изчисляват различни понятия като: дължина на кривата, ъгъл, площ, обем, кривина, градиент на функцията, завихряне (ротация) на векторно поле.
Сноп от допирателни към точка от гладка повърхнина М (или векторен сноп) е съвкупността от всички допирателни вектори към повърхнината в тази точка.
Всяко непрекъснато подмножество на риманова повърхнина (M, g) притежава своя собствена риманова измерителна единица g.

## Свързани понятия
- непрекъснатост
- точка на прекъсване
- диференцируемост
- монотонност